# Mitch Metcalf
Mitch Metcalf es un analista de televisión y exejecutivo de programación de la cadena NBC, estudió Política y Economía en la Universidad de Princeton. Antes de que la NBC lo promoviera en 2005, desde 1999 Metcalf fue vicepresidente senior de investigación de programas. Dejó la cadena en 2011 y más tarde, en ese mismo año, cofundó junto con Mitch Salem, el sitio web Showbuzz Daily, dedicado al análisis de audiencia de programas de televisión y taquillas de cine.